# Lista de episódios de The Last Ship
The Last Ship é uma série de televisão dramática pós-apocalíptica americana baseada em um romance de mesmo nome de William Brinkley. Em maio de 2013, a rede de cabo TNT colocou um pedido de 10 episódios para a série. A série estreou em 22 de junho de 2014, às 21h00 (horário de Brasília).
Durante o curso da série, 56 episódios de The Last Ship foram ao ar ao longo de cinco temporadas.

## Resumo
| Temporada | Temporada | Episódios | Episódios | Originalmente exibido | Originalmente exibido  |
| Temporada | Temporada | Episódios | Episódios | Estreia da temporada  | Final da temporada     |
| --------- | --------- | --------- | --------- | --------------------- | ---------------------- |
|           | 1         | 10        | 10        | 22 de junho de 2014   | 24 de agosto de 2014   |
|           | 2         | 13        | 13        | 21 de junho de 2015   | 6 de setembro de 2015  |
|           | 3         | 13        | 13        | 30 de maio de 2016    | 11 de setembro de 2016 |
|           | 4         | 10        | 10        | 20 de agosto de 2017  | 8 de outubro de 2017   |
|           | 5         | 10        | 10        | 9 de setembro de 2018 | 11 de novembro de 2018 |

## Episódios

### 1ª temporada (2014)
| № na série | № na temporada | Título                                                                        | Dirigido por         | Escrito por                         | Exibição original    | Audiência (em milhões) |
| ---------- | -------------- | ----------------------------------------------------------------------------- | -------------------- | ----------------------------------- | -------------------- | ---------------------- |
| 1          | 1              | "Phase Six" "(Fase Seis)" (BR)                                                | Jonathan Mostow      | Hank Steinberg and Steven Kane      | 22 de junho de 2014  | 5.33                   |
| 2          | 2              | "Welcome to Gitmo" "(Bem vindo ao Gitmo)" (BR)                                | Jack Bender          | Hank Steinberg and Josh Schaer      | 29 de junho de 2014  | 4.65                   |
| 3          | 3              | "Dead Reckoning" "(Dead Reckoning)" (BR)                                      | Jack Bender          | Steven Kane                         | 6 de julho de 2014   | 4.09                   |
| 4          | 4              | "We'll Get There" "(Nós vamos chegar lá)" (BR)                                | Jack Bender          | Quinton Peeples                     | 13 de julho de 2014  | 4.56                   |
| 5          | 5              | "El Toro" "(El Toro)" (BR)                                                    | Paul Holahan         | Hank Steinberg and Cameron Welsh    | 20 de julho de 2014  | 4.06                   |
| 6          | 6              | "Lockdown" "(Lockdown)" (BR)                                                  | Sergio Mimica-Gezzan | Hank Steinberg                      | 27 de julho de 2014  | 4.36                   |
| 7          | 7              | "SOS" "(SOS)" (BR)                                                            | Michael Katleman     | Jessica Butler and Jill Blankenship | 3 de agosto de 2014  | 4.15                   |
| 8          | 8              | "Two Sailors Walk Into a Bar..." "(Dois marinheiros andam em um bar...)" (BR) | Michael Katleman     | Josh Schaer and Cameron Welsh       | 10 de agosto de 2014 | 4.61                   |
| 9          | 9              | "Trials" "(Ensaios)" (BR)                                                     | Jack Bender          | Onalee Hunter Hughes                | 17 de agosto de 2014 | 4.12                   |
| 10         | 10             | "No Place Like Home" "(Nenhum lugar como casa)" (BR)                          | Brad Turner          | Steven Kane                         | 24 de agosto de 2014 | 4.38                   |